# Grou-sarus
O grou-sarus (Antigone antigone) é uma ave gruiforme da família Gruidae.

## Distribuição
Esta espécie ocorre em certas partes do subcontinente indiano, no Sueste Asiático e na Austrália.

## Conservação
A espécie encontra-se ameaçada com o estatuto de Vulnerável. Os dados disponíveis apontam para a existência de um total de 13.000 a 15.000 grous-sarus maturos na natureza, com os principais núcleos populacionais na Índia e na Austrália.